# Pływanie na Letnich Igrzyskach Olimpijskich 2012 – 100 m stylem grzbietowym mężczyzn
Pływanie na Letnich Igrzyskach Olimpijskich 2012 - 100 m stylem grzbietowym mężczyzn – jedna z konkurencji pływackich rozgrywanych podczas XXX Letnich Igrzysk Olimpijskich w Londynie.
Wyznaczone przez FINA minima kwalifikacyjne wynosiły 54.40 (minimum A) oraz 56.30 (minimum B).

## Statystyka

### Rekordy
Tabela przedstawia rekordy olimpijski, świata oraz poszczególnych kontynentów w tej konkurencji.
| Rekord świata     | Aaron Peirsol      | 51.94 | Indianapolis, Stany Zjednoczone | 08.07.2009 |
| Rekord olimpijski | Matthew Grevers    | 52.16 | Londyn, Wielka Brytania         | 30.07.2012 |
| Rekord Afryki     | Gerhardus Zandberg | 53.75 | Pekin, Chiny                    | 10.08.2008 |
| Rekord Ameryki    | Aaron Peirsol      | 51.94 | Indianapolis, Stany Zjednoczone | 08.07.2009 |
| Rekord Azji       | Ryōsuke Irie       | 52.24 | Kumamoto, Japonia               | 05.09.2009 |
| Rekord Europy     | Camille Lacourt    | 52.11 | Budapeszt, Węgry                | 10.08.2010 |
| Rekord Oceanii    | Hayden Stoeckel    | 52.97 | Pekin, Chiny                    | 11.08.2008 |

## Terminarz
| Data                        | Czas  | Runda      |
| --------------------------- | ----- | ---------- |
| Niedziela, 29 lipca 2012    | 11:03 | Eliminacje |
| Niedziela, 29 lipca 2012    | 20:28 | Półfinał   |
| Poniedziałek, 30 lipca 2012 | 19:58 | Finał      |

## Wyniki
Do zawodów przystąpiło 43 zawodników, którzy zostali podzieleni na 6 biegów eliminacyjnych. Do półfinałów awansowało 16 pływaków z najlepszymi czasami. Najlepszy wynik z kwalifikacji osiągnął Matthew Grevers, a ostatni czas dający awans należał do Aristidisa Grigoriadisa, który ukończył zmagania z rezultatem 54.52. W następnej rundzie ponownie najszybszy był Matthew Grevers, a ostatnim zawodnikiem przechodzącym do finału był Hayden Stoeckel z rezultatem 53.74. 
Finał odbył się dzień po eliminacjach i półfinałach. Zwycięzcą został Matthew Grevers ustanawiając nowy rekord olimpijski z czasem 52.16. Srebrny medal zdobył Nick Thoman kończąc zawody z rezultatem 52.92, a brązowy medal wywalczył Ryōsuke Irie z wynikiem 52.97.

### Eliminacje

#### Bieg 1
| Poz. | Zawodnik         | Wynik | Uwagi |
| ---- | ---------------- | ----- | ----- |
| 1.   | Bradley Ally     | 56.27 |       |
| 2.   | Heshan Unamboowe | 57.94 |       |
| 3.   | Zane Jordan      | 58.77 |       |

#### Bieg 2
| Poz. | Zawodnik               | Wynik | Uwagi |
| ---- | ---------------------- | ----- | ----- |
| 1.   | George Bovell          | 55.22 | NR    |
| 2.   | Omar Pinzón            | 55.37 |       |
| 3.   | Pedro Medel            | 55.40 | NR    |
| 4.   | Ołeksandr Isakow       | 55.43 |       |
| 5.   | Park Seon-kwan         | 55.51 |       |
| 6.   | Aleksandr Tarabrin     | 55.55 |       |
| 7.   | I Gede Siman Sudartawa | 55.59 |       |
| 8.   | Federico Grabich       | 56.56 |       |

#### Bieg 3
| Poz. | Zawodnik             | Wynik | Uwagi |
| ---- | -------------------- | ----- | ----- |
| 1.   | Pawieł Sankowicz     | 54.53 | NR    |
| 2.   | Mirco Di Tora        | 54.70 |       |
| 3.   | Chris Walker-Hebborn | 54.78 |       |
| 4.   | He Jianbin           | 54.81 |       |
| 5.   | Richárd Bohus        | 54.84 |       |
| 6.   | Lavrans Solli        | 55.00 |       |
| 7.   | Mads Glæsner         | 55.31 |       |
| 8.   | Daniel Bell          | 55.53 |       |

#### Bieg 4
| Poz. | Zawodnik           | Wynik | Uwagi |
| ---- | ------------------ | ----- | ----- |
| 1.   | Nick Thoman        | 53.48 | Q     |
| 2.   | Helge Meeuw        | 53.83 | Q     |
| 3.   | Władimir Morozow   | 54.01 |       |
| 4.   | Aschwin Wildeboer  | 54.36 | Q     |
| 5.   | Bastiaan Lijesen   | 54.88 |       |
| 6.   | Jakow Tumarkin     | 54.91 |       |
| 7.   | Juan Miguel Rando  | 54.93 |       |
| 8.   | Daniel Orzechowski | 55.16 |       |

#### Bieg 5
| Poz. | Zawodnik              | Wynik | Uwagi |
| ---- | --------------------- | ----- | ----- |
| 1.   | Camille Lacourt       | 53.51 | Q     |
| 2.   | Liam Tancock          | 53.86 | Q     |
| 3.   | Arkadij Wiatczanin    | 54.01 | Q     |
| 4.   | Jan-Philip Glania     | 54.07 | Q     |
| 5.   | Charles Francis       | 54.08 | Q     |
| 6.   | Aristidis Grigoriadis | 54.52 | Q     |
| 7.   | Marcin Tarczyński     | 55.06 |       |
| 8.   | Benjamin Stasiulis    | 55.36 |       |

#### Bieg 6
| Poz. | Zawodnik         | Wynik | Uwagi |
| ---- | ---------------- | ----- | ----- |
| 1.   | Matthew Grevers  | 52.92 | Q     |
| 2.   | Cheng Feiyi      | 53.22 | Q,    |
| 3.   | Ryōsuke Irie     | 53.56 | Q     |
| 4.   | Nick Driebergen  | 53.62 | Q,    |
| 5.   | Hayden Stoeckel  | 53.88 | Q     |
| 6.   | Gareth Kean      | 54.26 | Q     |
| 7.   | Daniel Arnamnart | 54.28 | Q     |
| 8.   | Charl Crous      | 55.37 |       |

### Półfinały

#### Półfinał 1
| Poz. | Zawodnik              | Wynik | Uwagi |
| ---- | --------------------- | ----- | ----- |
| 1.   | Camille Lacourt       | 53.03 | Q     |
| 2.   | Liam Tancock          | 53.25 | Q     |
| 3.   | Cheng Feiyi           | 53.50 | Q     |
| 4.   | Arkadij Wiatczanin    | 53.79 |       |
| 5.   | Nick Driebergen       | 53.81 |       |
| 6.   | Aristidis Grigoriadis | 54.20 |       |
| 7.   | Charles Francis       | 54.42 |       |
| 8.   | Daniel Arnamnart      | 54.48 |       |

#### Półfinał 2
| Poz. | Zawodnik          | Wynik | Uwagi |
| ---- | ----------------- | ----- | ----- |
| 1.   | Matthew Grevers   | 52.66 | Q     |
| 2.   | Ryōsuke Irie      | 53.29 | Q     |
| 3.   | Nick Thoman       | 53.47 | Q     |
| 4.   | Helge Meeuw       | 53.52 | Q     |
| 5.   | Hayden Stoeckel   | 53.74 | Q     |
| 6.   | Jan-Philip Glania | 53.90 |       |
| 7.   | Aschwin Wildeboer | 53.99 |       |
| 8.   | Gareth Kean       | 54.00 |       |

### Finał
| Poz. | Zawodnik        | Wynik | Uwagi |
| ---- | --------------- | ----- | ----- |
|      | Matthew Grevers | 52.16 |       |
|      | Nick Thoman     | 52.92 |       |
|      | Ryōsuke Irie    | 52.97 |       |
| 4.   | Camille Lacourt | 53.08 |       |
| 5.   | Liam Tancock    | 53.35 |       |
| 6.   | Helge Meeuw     | 53.48 |       |
| 7.   | Hayden Stoeckel | 53.55 |       |
| 8.   | Cheng Feiyi     | 53.77 |       |